# Fäderneslandet (Ata-Zjurt)
Fäderneslandet (Ata-Zjurt) är ett nationalistiskt parti i Kirgizistan, bildat den 9 december 2004 av den förra utrikesministern Roza Otunbajeva och tre andra oppositionspolitiker.
Efter tulpanrevolutionen 2005 fick Otunbajeva plats i Kurmanbek Bakijevs interimsregering.
I parlamentsvalet 2010 lovade Ata-Zjurt att återinsätta Bakijev vid makten och återge presidentämbetet de maktbefogenheter som det berövats genom folkomröstningen samma år.
Under valspurten attackerades  partihögkvarteret i Bisjkek, den 7 oktober, av politiska motståndare som gick bärsärkagång och bland annat tände eld på kampanjlitteratur.
I valet fick partiet, som har sitt största stöd i de södra delarna av landet, 8,89 % av rösterna och 28 av de 120 platserna i parlamentet.